# Собор Святейшего Сердца Иисуса (Иокогама)
Собор Святейшего Сердца Иисуса (яп. カトリック山手教会 каторикку яматэ кё:кай) — католическая церковь, находящаяся в историческом районе Яматэ в Иокогаме, Япония. Церковь Святейшего Сердца Иисуса является кафедральным собором епархии Иокогамы.

## История

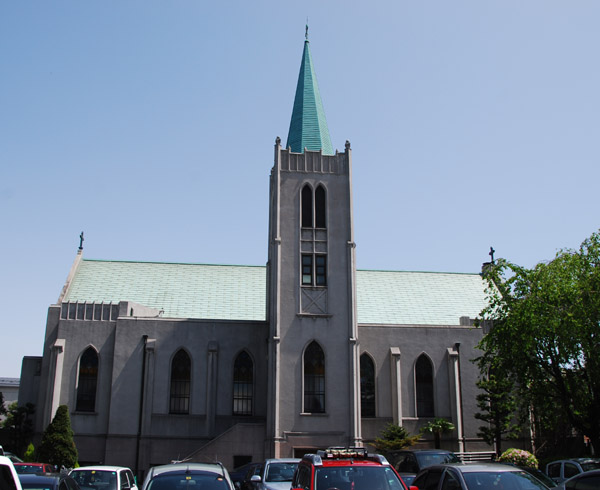
Собор Святейшего Сердца Иисуса в Иокогаме, вид сбоку

Церковь Святейшего Сердца Иисуса в Иокогаме была построена в 1906 году. Первоначально храм имел две колокольни. 1 сентября 1923 года церковь значительно пострадала в результате Великого землетрясения Канто, которое полностью разрушило оригинальный фасад храма и колокольни. Сегодняшний храм является реконструкцией первого храма и его строительство было завершено в 1933 году.